# دوري المؤسسات - بغداد 1961–62
كأس الاتحاد العراقي لفرق الدرجة الأولى 1961–62 هو الموسم الرابع عشر من دوري المؤسسات في بغداد. تقرر العمل بنظام الدوري لمرحلة واحدة، وشاركت في البطولة ثمانية فرق في البداية لكن منتخب الشرطة انسحبت من البطولة بعد أن لعب أول مباراتين له، وابعد اتحاد الكرة أمانة العاصمة لمخالفته تعليمات الاتحاد. امتدت البطولة لفترة ستة أشهر حيث انطلقت مبارياتها يوم 24 أكتوبر 1961 واختتمت يوم 27 أبريل 1962. تمكن القوة الجوية من اقتناص البطولة بعد جمعه لثمان نقاط.
وتم تنظيم كأس الإيثار لأول مرة في نهاية الموسم بين الفائز وصيف الدوري، حيث فاز القوة الجوية على الكلية العسكرية بنتيجة 4-2.

## جدول الدوري
| م | الفريق           | لعب | ف | ت | خ | أ.له | أ.ع | أ.Av  | نقاط | التأهل أو الهبوط |
| - | ---------------- | --- | - | - | - | ---- | --- | ----- | ---- | ---------------- |
| 1 | القوة الجوية     | 5   | 4 | 0 | 1 | 13   | 6   | 2٫167 | 8    | البطل            |
| 2 | الكلية العسكرية  | 5   | 3 | 1 | 1 | 11   | 8   | 1٫375 | 7    |                  |
| 3 | السكك الحديد     | 5   | 3 | 0 | 2 | 12   | 10  | 1٫200 | 6    |                  |
| 4 | مصلحة نقل الركاب | 5   | 2 | 2 | 1 | 7    | 6   | 1٫167 | 6    |                  |
| 5 | الفرقة الرابعة   | 5   | 1 | 1 | 3 | 5    | 13  | 0٫385 | 3    |                  |
| 6 | إسالة الماء      | 5   | 0 | 0 | 5 | 1    | 6   | 0٫167 | 0    | هبط              |
| 7 | منتخب الشرطة     | 0   | 0 | 0 | 0 | 0    | 0   | —     | 0    |                  |
| 8 | أمانة العاصمة    | 0   | 0 | 0 | 0 | 0    | 0   | —     | 0    |                  |

1. ↑  انسحبت منتخب الشرطة من الدوري بعد لعب أول مباراتين له لأن الاتحاد فرض قاعدة تمنع اللاعبين من تمثيل فرق المؤسسات إذا لم يعملوا في نفس المؤسسة ، وألغيت نتائجه.
2. ↑  ابعد اتحاد الكرة أمانة العاصمة من البطولة لمخالفته تعليمات الاتحاد وألغيت نتائجه.

## النتائج
| المضيف \ الضيف   | الفرقة الرابعة | الكلية العسكرية | القوة الجوية | السكك الحديد | أمانة العاصمة | إسالة الماء | مصلحة نقل الركاب | منتخب الشرطة |
| ---------------- | -------------- | --------------- | ------------ | ------------ | ------------- | ----------- | ---------------- | ------------ |
| الفرقة الرابعة   | —              | 0–3             | —            | 2–4          | —             | —           | 1–1              | [ ج ]        |
| الكلية العسكرية  | —              | —               | 2–4          | —            | —             | 1–0         | —                | —            |
| القوة الجوية     | 5–1            | —               | —            | 3–1          | —             | —           | 0–2              | —            |
| السكك الحديد     | —              | 2–3             | —            | —            | [ ه ]         | 2–1         | —                | —            |
| أمانة العاصمة    | —              | —               | —            | —            | —             | —           | —                | —            |
| إسالة الماء      | 0–1            | —               | 0–1          | —            | —             | —           | 0–1              | —            |
| مصلحة نقل الركاب | —              | 2–2             | —            | 1–3          | —             | —           | —                | —            |
| منتخب الشرطة     | —              | —               | —            | [ ح ]        | —             | —           | —                | —            |

1. 1 2  ابعد اتحاد الكرة أمانة العاصمة من البطولة لمخالفته تعليمات الاتحاد وألغيت نتائجه
2. 1 2  انسحبت منتخب الشرطة من الدوري بعد لعب أول مباراتين له لأن الاتحاد فرض قاعدة تمنع اللاعبين من تمثيل فرق المؤسسات إذا لم يعملوا في نفس المؤسسة ، وألغيت نتائجه
3. ↑  ألغيت نتيجة المباراة بين الفرقة الرابعة ومنتخب الشرطة بعد انسحاب منتخب الشرطة من الدوري
4. ↑  كانت النتيجة الأصلية هي الفوز 6-2 لفريق إسالة الماء ولكن لاحقًا اعتبر فريق إسالة الماء خاسرًا بنتيجة 1-0 بقرار اتحادي لأن الفريق ضم بعض اللاعبين الذين كانوا طلابًا في تشكيلته وهو ما يخالف قواعد الاتحاد لأنه لم يُسمح للطلاب بتمثيل فرق المؤسسات[6]
5. ↑  نتيجة مباراة السكك الحديد وأمانة العاصمة كانت الفوز 1-0 لأمانة العاصمة لكن النتيجة ألغيت بعد استبعاد أمانة العاصمة من الدوري
6. 1 2  اعتبر فريق إسالة الماء خاسرًا بنتيجة 1-0 بقرار اتحادي لرفضه خوض المباراة
7. ↑  كانت النتيجة الأصلية تعادل 1-1 ولكن لاحقًا اعتبر فريق إسالة الماء خاسرًا بنتيجة 1-0 بقرار اتحادي لأن الفريق ضم بعض اللاعبين الذين كانوا طلابًا في تشكيلته وهو ما يخالف قواعد الاتحاد لأنه لم يُسمح للطلاب بتمثيل فرق المؤسسات[7]
8. ↑  ألغيت نتيجة المباراة بين منتخب الشرطة والسكك الحديد بعد انسحاب منتخب الشرطة من الدوري

## ترتيب الهدافين
| # | اللاعب          | الأهداف | الفريق          |
| - | --------------- | ------- | --------------- |
| 1 | عمو بابا        | 4       | القوة الجوية    |
| 1 | فخري محمد سلمان | 4       | القوة الجوية    |
| 1 | منيب محمد       | 4       | الكلية العسكرية |
| 1 | جرجيس الياس     | 4       | السكك الحديد    |